# Dawid Kurminowski
Dawid Kurminowski (Śrem, 1999. február 24. –) lengyel korosztályos válogatott labdarúgó, a Zagłębie Lubin csatárja kölcsönben a dán Aarhus csapatától.

## Pályafutása

### Klubcsapatokban
Kurminowski a lengyelországi Śrem városában született. Az ifjúsági pályafutását a Kotwica Kórnik és a Warta Poznań csapatában kezdte, majd a Lech Poznań akadémiájánál folytatta.
2017-ben mutatkozott be a Lech Poznań első osztályban szereplő felnőtt keretében. 2018-ban a szlovák Zemplín Michalovce csapatát erősítette kölcsönben. 2020-ban a Žilina szerződtette. A 2020–21-es szezonban 34 mérkőzésen elért 20 góljával megszerezte a liga gólkirályi címét. 2021-ben a dán első osztályban érdekelt Aarhushoz igazolt. Először a 2021. július 18-ai, Brøndby ellen 1–1-es döntetlennel zárult mérkőzésen lépett pályára. Első gólját 2021. augusztus 1-jén, a Randers ellen hazai pályán 2–1-re elvesztett találkozón szerezte meg. A 2022–23-as idényben a Zagłębie Lubinnél szerepelt kölcsönben.

### A válogatottban
Kurminowski az U16-ostól az U21-esig szinte minden korosztályos válogatottban képviselte Lengyelországot.

## Statisztikák
2023. március 6. szerint
| Klub                            | Szezon   | Osztály          | Bajnokság | Bajnokság | Kupa  | Kupa | Nemzetközi | Nemzetközi | Összesen | Összesen |
| Klub                            | Szezon   | Osztály          | Meccs     | Gól       | Meccs | Gól  | Meccs      | Gól        | Meccs    | Gól      |
| ------------------------------- | -------- | ---------------- | --------- | --------- | ----- | ---- | ---------- | ---------- | -------- | -------- |
| Zemplín Michalovce (kölcsönben) | 2017–18  | Fortuna Liga     | 7         | 3         | 0     | 0    | —          | —          | 7        | 3        |
| Zemplín Michalovce (kölcsönben) | 2018–19  | Fortuna Liga     | 16        | 2         | 2     | 2    | —          | —          | 18       | 4        |
| Zemplín Michalovce (kölcsönben) | Összesen | Összesen         | 23        | 5         | 2     | 2    | 0          | 0          | 25       | 7        |
| Žilina                          | 2019–20  | Fortuna Liga     | 12        | 4         | 1     | 0    | —          | —          | 13       | 4        |
| Žilina                          | 2020–21  | Fortuna Liga     | 34        | 20        | 3     | 3    | 1          | 0          | 38       | 23       |
| Žilina                          | Összesen | Összesen         | 46        | 24        | 4     | 3    | 1          | 0          | 51       | 27       |
| Aarhus                          | 2021–22  | Danish Superliga | 25        | 2         | 2     | 1    | 2          | 0          | 29       | 3        |
| Aarhus                          | 2022–23  | Danish Superliga | 4         | 0         | 0     | 0    | —          | —          | 4        | 0        |
| Aarhus                          | Összesen | Összesen         | 29        | 2         | 2     | 1    | 2          | 0          | 33       | 3        |
| Zagłębie Lubin (kölcsönben)     | 2022–23  | Ekstraklasa      | 6         | 1         | 0     | 0    | —          | —          | 6        | 1        |
| Összesen                        | Összesen | Összesen         | 104       | 32        | 8     | 6    | 3          | 0          | 115      | 38       |

## Sikerei, díjai
Žilina
- Szlovák Kupa
  - Döntős (1): 2020–21

Egyéni
- A szlovák első osztály gólkirálya: 2020–21 (20 góllal)